# Sarah Bernhardt
 Der er for få eller ingen kildehenvisninger i denne artikel, hvilket er et problem. Du kan hjælpe ved at angive troværdige kilder til de påstande, som fremføres i artiklen.

Sarah Bernhardt (født 23. oktober 1844, død 26. marts 1923) var en fransk skuespiller med international stjernestatus. Bl.a. kendt for titelrollerne i Kameliadamen og Hamlet. Hun turnerede i Europa, USA og Australien.

## Karriere
Bernhardts karriere startede i 1862, da hun var studerende ved det kendte franske teater, Comédie-Française.
Hun fik succes, da hun i 1865 sov i en kiste, som beskrevet i hendes erindringer. Hun påstod, at det hjalp hende med at leve sig ind i sine tragiske roller. Langsomt blev hun kendt i Europa, og i 1870'erne var der bud efter hende i hele Europa og i New York. Hun fik hurtigt ry som en seriøs dramatisk skuespillerinde.[kilde mangler] Hun blev så berømt, at hun fik navnet ”Den vidunderlige Sarah”.[kilde mangler] Hun var utvivlsomt den mest berømte skuespillerinde i det 19. århundrede. Hun lærte mange unge kvinder at blive skuespillere.[kilde mangler] En af dem var skuespillerinden Liane de Pougy.
Hun besøgte Danmark under stor bevågenhed. Et marmorrelief af den druknende Ofelia udført af Sarah Bernhardt hænger i Det kongelige Teaters foyer.